# Litevská první republika
Litevská první republika (litevsky Pirmoji Lietuvos Respublika, oficiálně Lietuvos Respublika – tedy „Litevská republika“) byl státní útvar na území Litvy v letech 1918–1940.

## Vznik

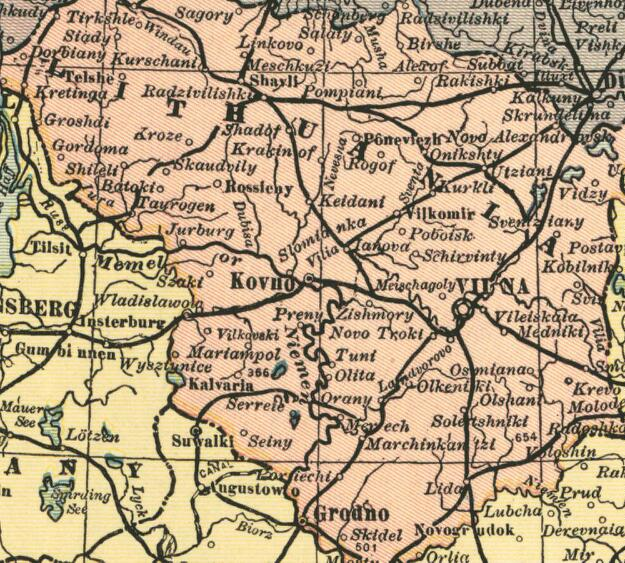
Litva v roce 1923

### Deklarace nezávislosti
Na počátku roku 1918, na základě zkušeností s aktem z 11. prosince, zvažovala Litevská rada nové projekty budoucí litevské státnosti. Dne 8. ledna byl předložen nový návrh zákona, který opakoval první odstavec zákona z 11. prosince. Na konci dokumentu byl doplněn pozměňovací návrh o potřebě ustavujícího parlamentu.

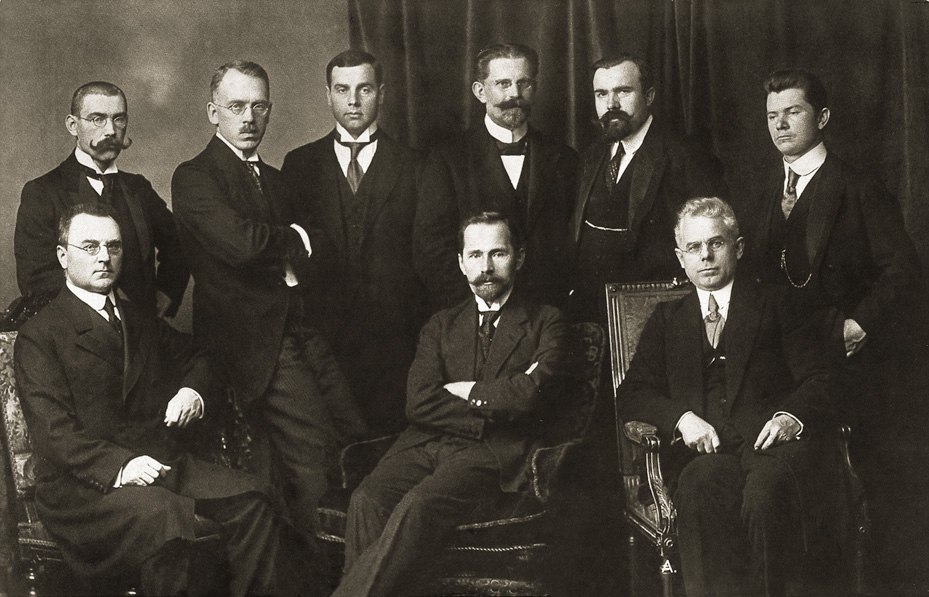
Litevská rada

Litevská rada vyhlásila dne 16. února 1918 nezávislost. Německé císařství nezávislost Litvy uznalo, avšak pouze v té podobě na základě zákona z 11. prosince 1918. Plnou nezávislost získává Litva až po porážce Německa v  první světové válce (11. listopad 1918). Dne 2. listopadu 1918 byla přijata prozatímní ústava po vzoru západních zemí. Dne 5. listopadu 1918 jmenovalo předsednictvo Státní rady předsedou vlády Augustina Voldemara, který 11. listopadu 1918 sestavil první vládu:
- Augustinas Voldemaras – předseda vlády a ministr zahraničních věcí
- Vladas Stašinskas – ministr vnitra
- Petras Leonas – ministr spravedlnosti
- Martynas Yčas – ministr financí, obchodu a průmyslu
- Juozas Tūbelis – ministr zemědělství a státních statků
- Jonas Yčas – guvernér ministerstva školství

Součástí Státní rady byly i národnostní menšiny: Židé a Bělorusové. Poláci podíl ve Státní radě odmítli.

### Osvobozenecká válka a mírová smlouva

Demarkační linie stanovená v letech 1919–1923 mezi Litvou a Polskem

V prosinci 1918 vtrhla do Litvy Rudá armáda. V létě 1919 se podařilo ofenzívu zastavit a bolševici byli z Litvy vytlačeni. Bolševiky vytvořená Litbelská republika se rozpadla.
Dne 4. dubna 1919 byla přijata nová prozatímní ústava. Podle této ústavy byla zákonodárná moc rozdělena mezi Státní radu a vládu. Státní rada představovala hlavní zákonodárný a smluvní orgán. Prezident měl zákonodárnou pravomoc mezi zasedáními Rady.
Na podzim 1919 nařídily státy Trojdohody nově vzniklé Výmarské republice, aby stáhla svá vojska z Litvy. Část německých vojáků přeběhla do řad Bermontovců a pokusila se Litvu obsadit, avšak byla poražena litevskými dobrovolníky a vojáky v bitvě u Radviliškisu.
Na konci roku 1919, po úspěšných vojenských operacích, kdy litevská armáda dobyla zpět Ukmergė, Panevėžys a Zarasai od Rudé armády a zatlačila nepřítele za řeku Daugavu, byla zahájena jednání se Sovětským Ruskem, která vyústila v litevsko-sovětskou mírovou smlouvu podepsanou v Moskvě dne 12. července 1920, která byla pro Litvu výhodná a která umožnila posun východní hranice Litvy přes řeku Maladzečnu a navrácení Grodna a dalších etnických území.
Polská armáda opustila Vilnius v souladu se smlouvou o Entente na takzvané Curzonově linii.
Litevská armáda vstoupila 15. července do Vilniusu a zjistila, že Rudá armáda již pronásleduje Poláky, kteří se na základě mírové smlouvy mezi Litvou a Sovětským Ruskem z 12. července ve třech etapách vzdali území, které okupovali.
Ve dnech 9. a 10. října 1920, v hrubém rozporu s mezinárodním právem a právě podepsanou Suwałskou smlouvou s Polskem, obsadily Vilnius a Vilniuskou oblast vojenské jednotky vedené generálem L. Želigovským. Ačkoli tajně dostávaly pokyny od polské hlavy státu Józefa Piłsudského, oficiálně se prohlásily za „povstalce“ polského obyvatelstva Vilniuské oblasti a vyhlásily Středolitevskou republiku, která se později stala součástí Polska. Nejvíce propolsky do situace zasahovala Francie, která v předtuše ruského vlivu tlačila na Polsko, aby s ním opět začalo vyjednávat. Prozatímním hlavním městem Litvy se po přesunu vlády stal Kaunas.

### Mezinárodní uznání státu
V prvních letech po získání nezávislosti se Litva prosazovala na mezinárodní scéně s obtížemi. Většina velmocí se rozhodla uznat Litvu pouze de facto, nikoli však de jure. Většina světových států se k oficiálnímu uznání Litvy stavěla zdrženlivě kvůli nejisté situaci.
Švédsko bylo první zemí, která de facto uznala Litvu, a to nótou svého vyslance v Berlíně z 12. prosince 1918, tedy ještě předtím, než se Litva skutečně stala samostatnou zemí. Počátkem roku 1919 ji de facto uznaly také Norsko a Dánsko. Později, a to 24. září 1920, litevskou vládu de facto uznala Velká Británie. Následovala ji Francie dne 11. května 1920. Podle telegramu litevského zástupce ve Francii Oskarase Milašiuse, který byl adresován ministru zahraničních věcí Litevské republiky A. Voldemarasovi z 29. března 1919, byla otázka uznání Litvy projednávána ve francouzském parlamentu již koncem března.
Po podpisu mírové smlouvy se Sovětským Ruskem v roce 1920 se proces mezinárodního uznání výrazně urychlil a začal proces oficiálního uznání Litvy. V roce 1921 uznalo Litvu de jure prvních deset států.
V roce 1921 tak jako první učinilo Lotyšsko (2. února), druhé Estonsko (26. února). Dne 14. května 1921 podepsaly Litva a Lotyšsko v Rize úmluvu o stanovení hranic, která k Litvě připojila přímořskou Palangu a její okolí. Územní spory řešila komise vedená skotským diplomatem Jamesem Youngem Simpsonem.
Dne 19. srpna uznalo nezávislost Litvy Švýcarsko, následovalo Česko (5. ledna 1922 opět jako Československo), Nizozemsko, Finsko a dvě země amerického kontinentu – Mexiko a Brazílie. De facto uznala samostatnost Litvy Argentina. Dne 22. září 1921 byla Litva přijata do Společnosti národů.
Dne 9. května 1922 uznala Litvu de jure Venezuela, 23. května Řecko a Chile, 6. června Bolívie, 27. července Španělsko, 28. července USA, 1. listopadu Island a 11. listopadu Vatikán.
Velmi důležitým bodem v mezinárodním uznání Litvy byla konference velvyslanců 20. prosince téhož roku, během níž Litvu de jure uznaly čtyři hlavní světové mocnosti: Spojené království, Francie, Italské království a Japonsko. Krátce poté, 27. prosince, byla Litva uznána Výmarskou republikou a Belgií a o den později Panamou.
Dne 5. ledna 1923 nezávislost Litvy uznaly Peru a Kostarika, 30. ledna Thajsko, 9. února Paraguay, 12. února Čína, 13. ledna Libérie, 26. ledna Guatemala, 5. května Portugalsko, 11. května Kuba, 8. července Persie a 6. listopadu Ekvádor.
V roce 1924 následovalo uznání Rakouskem (7. února), Rumunským královstvím (21. srpna) a Bulharskem (3. listopadu).
V listopadu 1924 měla Litva ostatních zemích celkem 7 vyslanectví, v jejichž čele stáli diplomaté nazývaní mimořádní vyslanci nebo zplnomocnění ministři (v USA – K. Bizauskas, ve Velké Británii – E. Galvanauskas, v Československu a Rumunsku – D. Zaunius, v Itálii – P. Klimas, v Sovětském svazu – J. Baltrušaitis a v Německu – V. Sidzikauskas). Zároveň v devíti zemích existovala litevská zastoupení v čele s chargés d'affairs: v Rakousku, Švýcarsku a Maďarsku Litvu zastupoval V. Sidzikauskas (sídlil v Berlíně), v Dánsku a Norsku I. Šeinius (sídlil ve Stockholmu), v Estonsku a Lotyšsku A. Aukštulis a ve Vatikánu J. Macevičius. Ve Francii zastupoval litevské zájmy O. Milašius, známý jako delegue du gouvernement.

## Politické uspořádání

### Před převratem z roku 1926

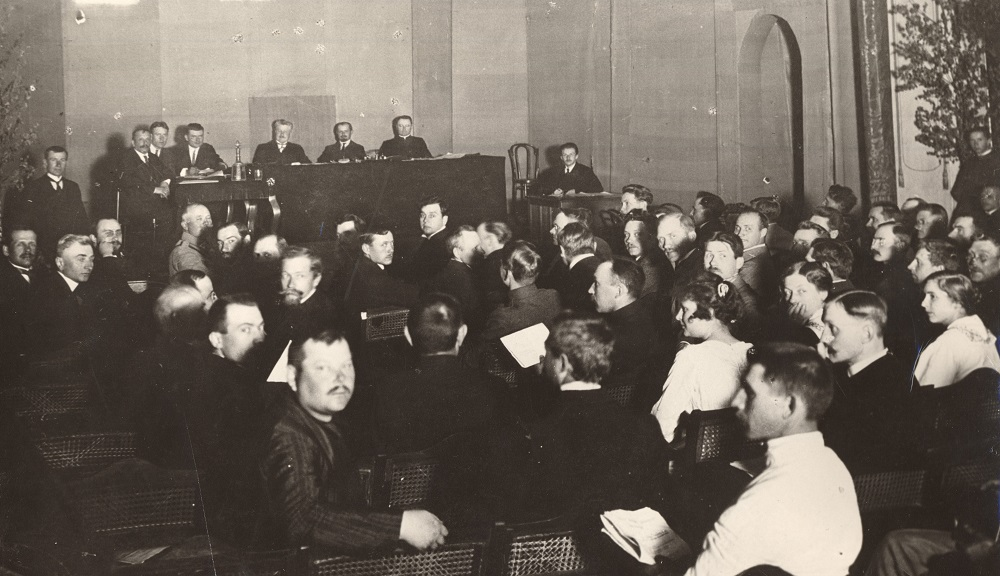
Jedno z prvních zasedání litevského Ústavodárného shromáždění.

Složitá vnitropolitická a zahraničněpolitická situace způsobila, že se svolání Ústavodárného shromáždění dlouho odkládalo. Volební zákon pro Ústavodárné shromáždění byl vydán v listopadu 1919. Samotné volby se konaly 14. a 15. dubna 1920 a bylo v nich zvoleno 112 zástupců. V parlamentu se objevila tři hlavní stranická uskupení: křesťanští demokraté, lidovci a sociální demokraté. Komunistická strana Litvy byla od roku 1919 zakázaná.
Před Ústavodárným sejmem a v jeho průběhu se téměř všichni političtí aktéři v Litvě shodli na tom, že budoucí litevské zřízení bude demokratickou parlamentní republikou, což bylo zakotveno v ústavě přijaté 1. srpna 1922. Tato první trvalá ústava odrážela hodnoty liberalismu, individualismu a pluralismu, které v té době převládaly na Západě. Celková struktura vlády stanovená touto ústavou byla klasicky parlamentní po vzoru tehdejší Francie. Zákonodárnou moc měl výhradně Seimas, kterému byl odpovědný kabinet ministrů. Prezidentu republiky byly ponechány reprezentativní funkce.

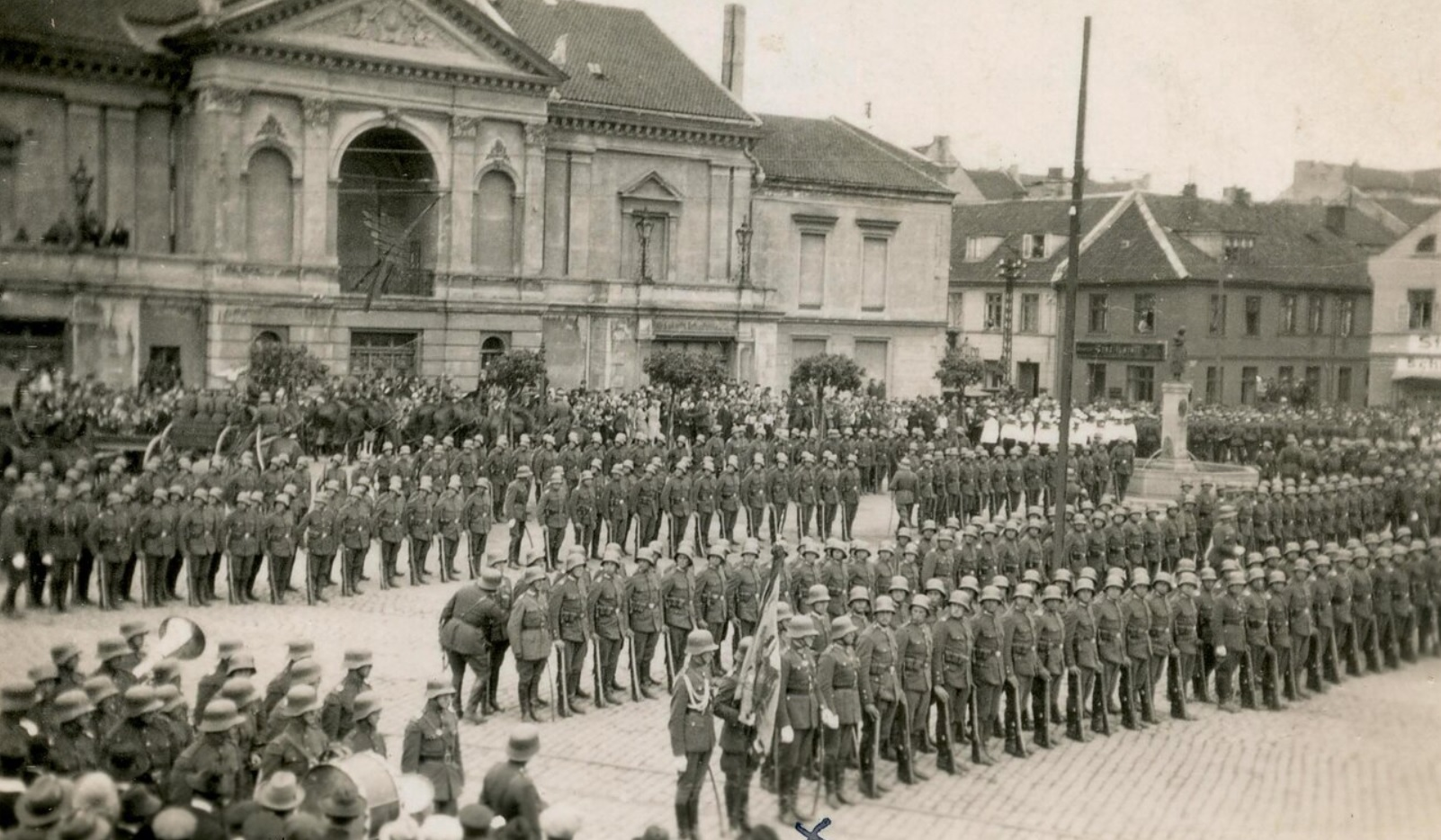
Přehlídka litevské armády na Divadelním náměstí v Klaipėdě v roce 1923.

Jedním z nejdůležitějších předvolebních slibů byla pozemková reforma, která zpočátku poskytovala půdu dobrovolníkům. Později byla vyvlastněna půda dříve zabavená Sovětským Ruskem a rozdělena osadníkům, přičemž byl stanoven limit 80 hektarů zemědělské půdy, čímž byli bezzemci drženi mimo půdu. Vzhledem k tomu, že křesťanští demokraté drželi v parlamentu většinu, nebyly podniknuté kroky v porovnání s ostatními pobaltskými republikami tak radikální, jak navrhovali např. populisté.
V roce 1923 se Litvě po zinscenovaném povstání podařilo připojit Klaipėdský kraj a jeho významný přístav.
Do roku 1926 sestavovali vlády křesťanští demokraté s koaličními stranami. V roce 1926 byla po vládní krizi vytvořena vláda lidovců a sociálních demokratů, jejichž vláda se stala aktivní, což vyvolalo konflikty s křesťanskými demokraty. Sociálnědemokratická vláda se snažila omezit vliv duchovenstva a oddělit stát od církve. Rostoucí napětí ještě vystupňovaly obnovené akce radikálů, když bylo zrušeno stanné právo, které platilo od doby bojů za nezávislost. Kontroverzní bylo také povolení ministerstva školství zřídit 75 nových polských škol.

### Po převratu z roku 1926
Dne 17. prosince 1926 spiklenci podporovaní křesťanskými demokraty svrhli legitimně zvolenou vládu.

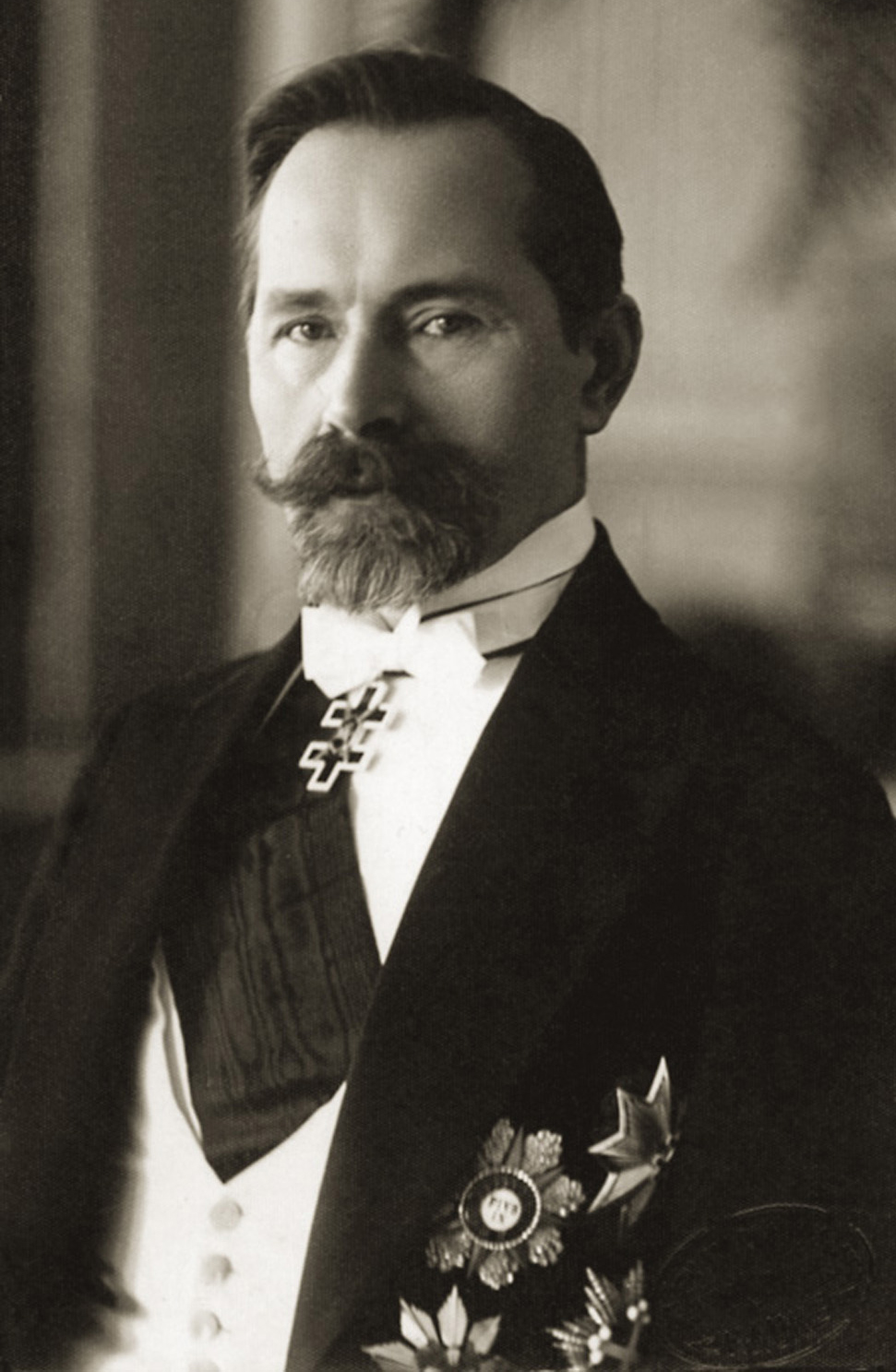
Antanas Smetona

Po státním převratu ze 17. prosince 1926 přestala být země demokracií a státní moc se stále více soustřeďovala v rukou Antanase Smetony, který byl 19. prosince prohlášen hlavou státu a zvolen prezidentem. Funkce Seimasu byly omezeny. Ačkoli státní instituce byly formálně zachovány, v praxi se jejich vliv změnil, neboť klíčové rozhodování se stalo výsadou vlády a prezidenta. Ve snaze ospravedlnit nutnost převratu byli 27. prosince zastřeleni čtyři představitelé litevské komunistické strany (tzv. „čtyři komunardi“) za protistátní činnost.
Seimas byl rozpuštěn 12. dubna 1927 a znovu se sešel až v roce 1936. Jednalo se však stále o nástroj vlády, nikoli nezávislou instituci. Podle zákona z 9. května 1936 kandidáty do Seimasu nenominovaly politické strany, ale okresní a městské rady. Ústava přijatá A. Smetonou dne 5. května 1938 právně ospravedlnila puč z roku 1926 a stanovila, že v čele země stojí prezident.
Odpůrci Smetony se několikrát neúspěšně pokusily o státní převrat: v září 1927 rolnická lidová strana, v listopadu 1927 křesťanští demokraté a 7. června 1934 tzv. voldemaristé. V roce 1934 byla uzavřena smlouva o usmíření a spolupráci mezi Litvou, Lotyšskem a Estonskem.
V letech 1926–1933 probíhala největší emigrační vlna Litevců, především do USA, Kanady a Jižní Ameriky. Litvu zasáhla ekonomická krize. V roce 1935 proběhly v Suvalkiji a Dzūkiji stávky zemědělců, které byly násilně potlačeny Smetonovým režimem.
Ústava z roku 1938 definitivně zakotvila autoritářský charakter státu, aniž by se zmínila o jeho demokratičnosti. Veškerá moc byla soustředěna v rukou prezidenta a role ministrů a parlamentu byly ještě více omezeny. Dne 14. září 1938 byl Smetona zvolen prezidentem na sedmileté období (volby podle nové ústavy byly nedemokratické). Posílení autoritářství bylo zdůvodňováno jako prostředek sjednocení národa, aby se postavil vnitřním i vnějším silám, které byly této myšlence nepřátelské. Parlamentní volby se konaly diskrétně pod dohledem státní správy. Ústava jasně odrážela politické a společenské poselství autoritářství, tradicionalismu, konzervatismu a litevské pospolitosti. Ústava z roku 1938 zavedla nucené práce, což poukazuje na tvrdou povahu režimu.
Od roku 1935 se ministerstvo zahraničních věcí snažilo tajně vyjednávat s Polskem o otázce Vilniusu. Polsko se cítilo být ve výhodě, neboť v roce 1934 podepsalo smlouvu s nacistickým Německem a litevsko-německé vztahy se zhoršovaly. Polsko nebylo nijak ochotno k ústupkům a Litva se nemohla smířit s okupací Vilniusu Polskem. Jednání v roce 1938 selhala a dne 17. března 1938 Polsko vydalo Litvě ultimátum, v němž požadovalo navázání diplomatických vztahů. Naléhavě sestavený Mironův kabinet (J. Tūbel byl pryč) ultimátum přijal.
Navzdory upevnění státní moci se mezinárodní situace Litvy zhoršovala. V roce 1939 litevská vláda po německém ultimátu souhlasila s postoupením Klaipédy Německu. Dne 20. března 1939 se litevský ministr zahraničí Juozas Urbšys setkal se svým německým protějškem Joachimem von Ribbentropem, který vydal Litvě ultimátum: buď Klaipėdský kraj, anebo německá armáda vstoupí do Litvy. Litevská vláda přijala ultimátum jako zlo, jemuž není možné vzdorovat. Dne 22. března 1939 kolem půlnoci byla v Ribbentropově kanceláři podepsána smlouva mezi Litevskou republikou a německým státem o odstoupení Klaipėdského kraje. Litva ztratila přístav a 1/3 svého průmyslu. Z Klaipėdy bylo evakuováno 18 tisíc obyvatel. Opozice obvinila prezidenta a následná nespokojenost veřejnosti vedla v roce 1939 k vytvoření „koaličního“ Černínského kabinetu, v němž byli dva křesťanští demokraté a dva lidovci.

### Zánik

Klaipėdský kraj
Oblast Vilkaviškise, která byla v rámci paktu Ribbentrop-Molotov odstoupen Třetí říši, byl od června 1940 pod kontrolou SSSR a v březnu 1941 SSSR toto území od nacistického Německa odkoupil v přepočtu za 7,5 milionu amerických dolarů.
Suwałský trojúhelník, bývalé polské území, patřilo v letech 1939–1945 nacistickému Německu a od roku 1945 Polsku.
Jižní část Suvalkije, dříve polské území, v roce 1939 připojené k Běloruské SSR, v roce 1945 vrácené Polsku a Běloruské SSR.
Území Vilniuského kraje, které bylo 10. října 1939 předáno Litvě.
Území Vilniuského kraje, které bylo 3. srpna 1940 předáno Litvě.
Území Vilniuské oblasti, které bylo rokem 1939 počínaje součástí Běloruské SSR.

Dne 1. září 1939 začala druhá světová válka, kdy nacistické Německo napadlo sousední Polsko. Litva vyhlásila neutralitu, přestože Německo nabídlo, že by mohla převzít zpět Vilnius od Polska. Ačkoli bylo 17. září 1939 po částečné mobilizaci mobilizováno 100 tisíc vojáků, 2. října byla armáda demobilizována.
Po vypuknutí války určovaly další osud Litvy dohody o sférách vlivu uzavřené mezi SSSR a Německem v paktu Ribbentrop-Molotov. Litva se spolu s ostatními pobaltskými státy dostala do sféry okupačních ambicí Sovětského svazu. Dne 28. září 1939 podepsaly SSSR a Německo v Moskvě novou dohodu, podle níž byla Litva postoupena Sovětskému svazu výměnou za část polského území.
Hned druhý den po podpisu smlouvy vyjádřili Sověti litevskému vyslanci v Moskvě přání jednat o vzájemných vztazích. Litevská vláda dostala na výběr:
- buď podepíše smlouvu o vzájemné pomoci, kterou Sovětský svaz požadoval a která uděluje Sovětskému svazu právo umístit dohodnutý počet posádek v určitých oblastech litevského území a získat zpět Vilnius s částí území Vilniuského kraje,
- nebo smlouvu nepodepíše a pak Vilnius nezíská a dostane se do katastrofálního konfliktu se Sovětským svazem.

Finská zkušenost ukázala, jakou podobu by tento konflikt mohl mít. Litevská vláda se rozhodla pro první možnost. Dne 10. října 1939 byla v Moskvě podepsána smlouva o vzájemné pomoci. Sovětské vojenské posádky okamžitě začaly zřizovat vojenské základny v Naujoji Vilniai, Gaižiūnai (u Jonavy), Prienai a Alytusu.
V říjnu 1939 vrátil SSSR Litvě Vilnius, hlavní město Litvy, avšak pouze necelou polovinu území Vilniuského kraje, jak bylo stanoveno ve smlouvě z 12. července 1920. Zbytek připadl Běloruské SSR. SSSR tak anektoval velkou část území obývané Litevci, včetně měst Grodno, Lida, Ašmjany, Smarhoň a dalších. Navrácení území Litvě bylo provedeno s uspokojením ultimáta na rozmístění vojenských základen Rudé armády ve Vilniuské oblasti a ve střední Litvě.
Celkem 78 zástupců Lidového Seimasu zvolených v roce 1940 se sešlo ve Státním divadle a od 21. do 23. července pracovalo na legalizaci sovětské okupace. Dne 23. července zvolil Lidový Seimas 11člennou ústavní komisi a pověřil ji vypracováním nové ústavy. Dne 3. srpna Nejvyšší sovět SSSR přijal zákon o začlenění Litvy do SSSR.

## Území a administrativa

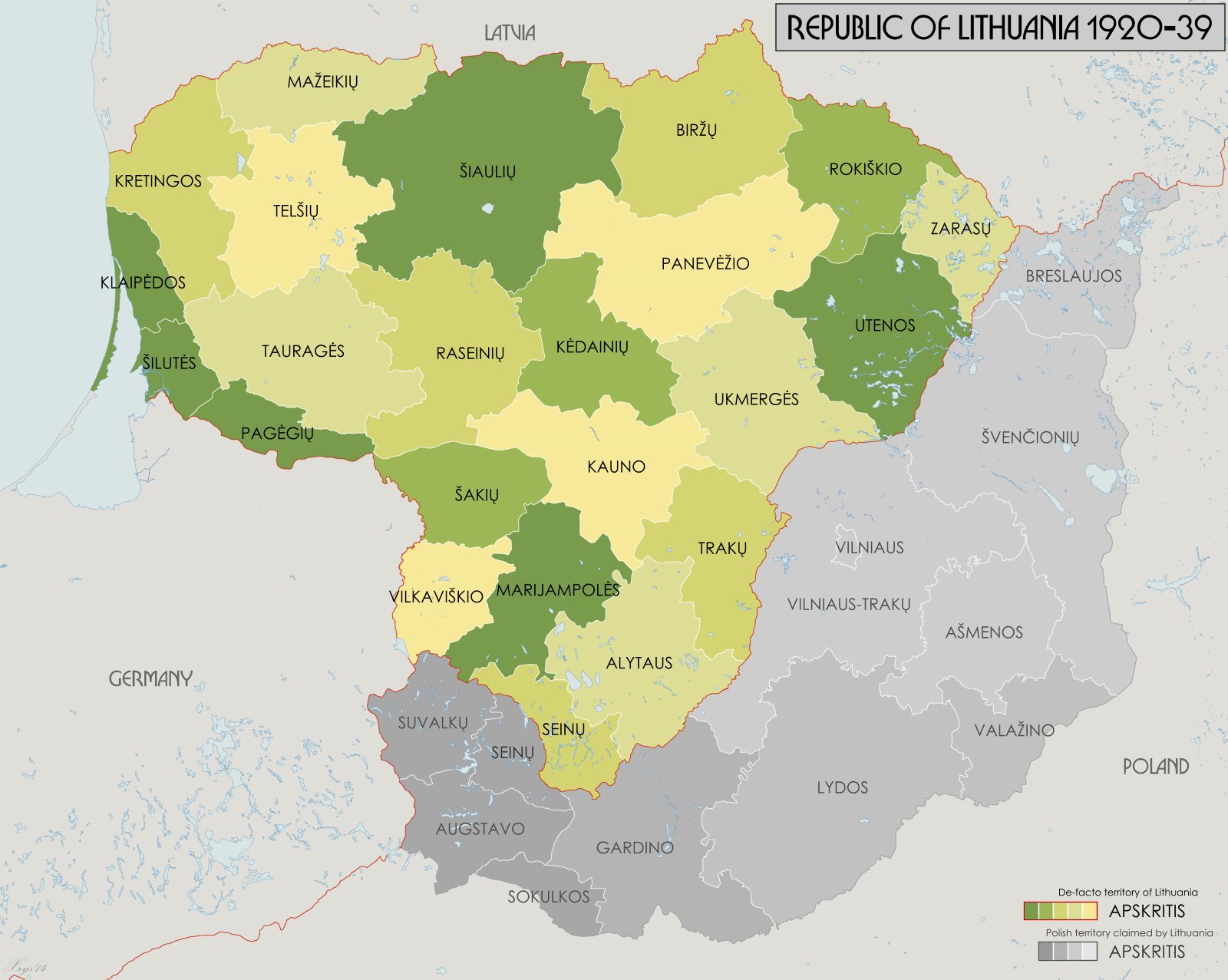
Župy v Litevské první republiky

Dne 16. ledna 1919 byl vydán oběžník č. 1 „O obcích v Litvě“ („Dėl savivaldybių Lietuvoje“), který oznamoval, že celá Litva bude rozdělena na župy. Na počátku roku 1919 již existovalo celkem 31 žup, jejichž základem byly předchozí župy, jež existovaly v rámci Ober Ostu.
V témže roce se však Vilnius stal součástí Polska. Litva tak de facto přišla o 10 žup a jedna župa, ta Seinaiská, byla rozdělena mezi oba státy. Litva nicméně považovala tyto župy za součást svého území a Vilnius za oficiální hlavní město státu. V roce 1923 Litva anektovala Klaipėdský kraj, kde vznikly 3 nové župy.
Od roku 1923 Litva spravovala 23 žup (spolu se 3 župami Klaipėdského kraje). Velikost žup se značně lišila, např. Seinai měla 1 100 km² a 41 000 obyvatel, zatímco Šiauliai 4 780 km² a 191 000 obyvatel.
Župy se dělily na volosti, které se dále dělily na seniūnije. Města Kaunas, Klaipėda, Panevėžys, Šiauliai a Ukmergė měla také status samostatných žup, ale nebyla zahrnuta do celkového počtu žup. Župa byla řízena županem a orgány místní samosprávy – radou a župním výborem, měla svého agronoma, zemského správce, porodní bábu, kolchozníka a lékaře.

## Ekonomika
Po první světové válce byla Litva agrární zemí. Úroveň industrializace byla velmi nízká. Hlavními obchodními partnery byly Výmarská republika, Anglie a později Sovětský svaz. Obchodní vztahy byly do značné míry závislé na politických vztazích, zejména v případě Německa. Po roce 1935, kdy se vztahy s Německem zhoršily, se tak hlavním obchodním partnerem stala Anglie, později však byly pod tlakem Německa hospodářské vztahy s Anglií omezeny a do roku 1940 se hlavním obchodním partnerem stalo Německo.
Navzdory napjaté politické situace zaznamenala Litva v letech 1918–1940 pozoruhodný vzestup hospodářství a úrovně kulturního a vědeckého života ve srovnání s předválečným obdobím. Začala přeorientace státní ekonomiky od Ruska směrem k západním trhům. Byly posíleny hospodářské vztahy s Německem, Anglií, Francií, Československem, Belgií a Švýcarskem. Byly založeny velké státní podniky „Maistas“, „Lietūkis“, „Pienocentras“ a vytvořena potřebná infrastruktura pro podniky v regionech. V různých městech po celé zemi byly postaveny nové budovy mlékáren. Rostl vývoz masa, vajec a mléčných výrobků.

## Kulturní život v nezávislé Litevské republice
Zlepšující se hospodářská situace země vedla k větším investicím do vzdělávání. Rychle se rozrostla zejména síť základních a středních škol. Bylo zavedena základní povinná školní docházka. Vznikly odborné školy. Když byla v roce 1922 založena Univerzita Vytautase Velkého, byli na ni zváni nejen místní vědci, ale i odborníci ze zahraničí z nejrůznějších oborů. Do světa vědy se tak dostali filozof Vosylius Sezemanas, jazykovědci Eduardas Volteris, Horstas Engertas, Gotliebas Studerus, Alfredas Sennas, Franzas Brenderis, historici Levas Karsavinas a Ivanas Lapo, botanik Konstantin Regel, matematik Otas Falkas, ekonom Viktoras Jungferis, lékaři Vladimiras Lazersonas, Aleksandras Hagentornas a Eberas Landau. Díky nim se nejen zvýšila kvalita studií, ale jméno Litvy se dostalo do širšího povědomí i za hranicemi země.

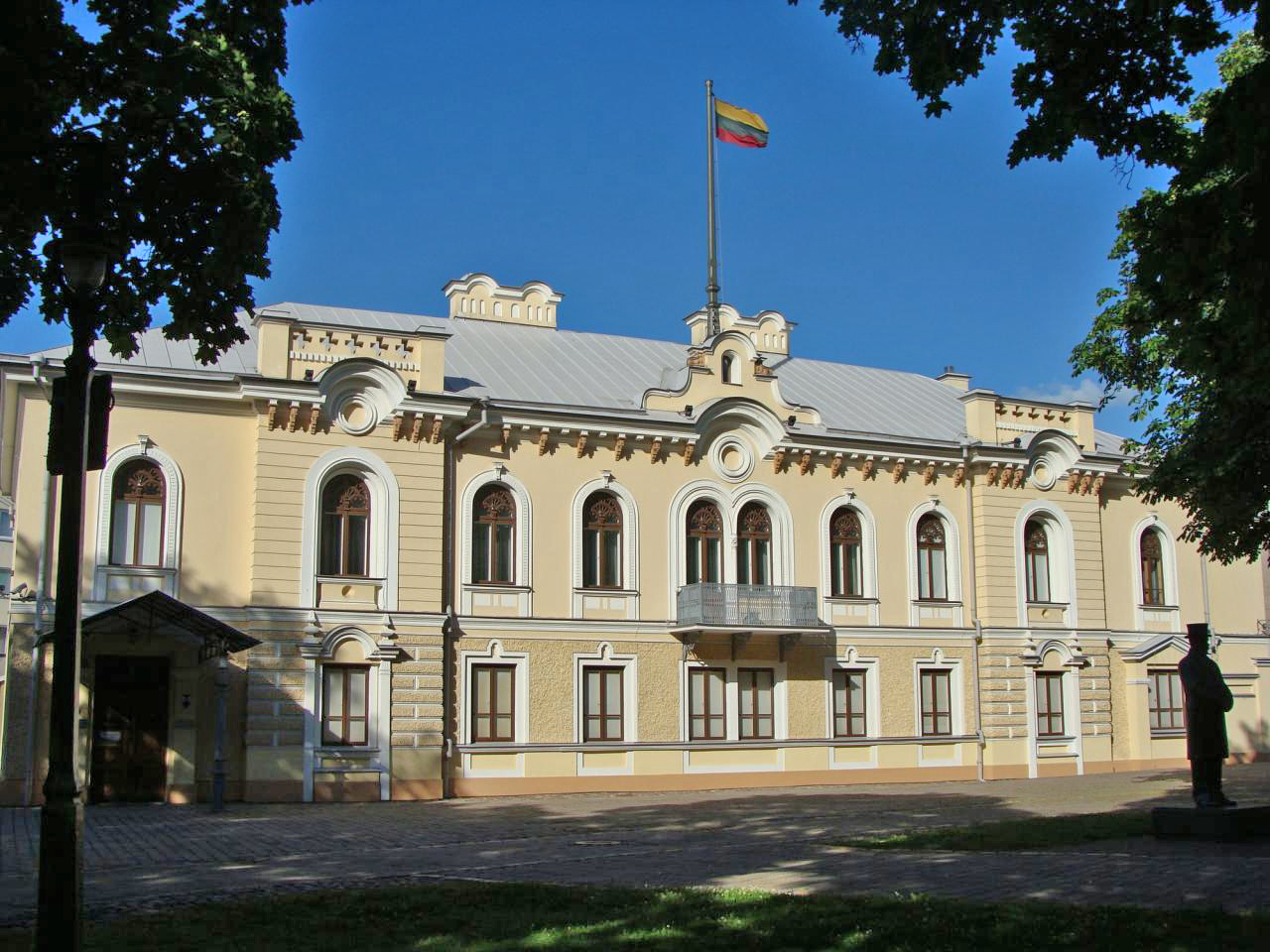
Bývalý palác prezidenta Litvy

Do architektury bylo investováno mnoho prostředků. Dřevěné budovy byly nahrazeny cihlovými. Vznikl osobitý modernistický styl. Vladimiras Dubeneckis v návrhu firemního domu Ragutis v Kaunasu a při rekonstrukci Státního divadla spojil barokní formy s motivy lidového umění. V neoklasicistním stylu byly postaveny budova Litevské banky, ministerstva spravedlnosti, palác Polské úvěrové společnosti a komplex muzea M. K. Čiurlionise podle návrhu M. Songaily. Nejen v Kaunasu, ale i v dalších oblastech Litvy vyrostly budovy navržené Karolisem Reisonsem, Edmundasem Frykasem, Antanasem Jokimasem, Feliksasem Vizbarsem, Klaudijusem Dušauskasem-Dužem, Vytautasem Landsbergisem-Žemkalnisem a dalšími architekty. Pro stát se stavěly moderní budovy pošt, nemocnice, školy, obecní úřady, hasičské stanice. Přibývalo zděných modliteben, paláce Střeleckého svazu a soukromá obydlí. Vedle budov se stavěly různé pomníky. Počet pomníků byl obzvláště významný v roce 1928, kdy proběhly oslavy 10. výročí nezávislosti, a v roce 1930, kdy se konaly oslavy 500. výročí úmrtí Víta Velikého.
Mezi lety 1918 a 1940 došlo k rozkvětu umění všeho druhu. Působili zde výtvarníci, sochaři, skladatelé a scénografové. V roce 1919 bylo v Kaunasu otevřeno Lidové divadlo za přítomnosti zakladatele a režiséra Antanase Sutkuse, malíře Vladase Didžiokase a skladatele Juozase Tallata-Kelpšy. Většinu her napsali litevští dramatici. Státní divadlo bylo založeno v roce 1922. V roce 1924 byla při Činoherním divadle zřízena Herecká škola a v témže roce byla otevřena Státní opera s baletním souborem. O rok později došlo ke sloučení Státního činoherního divadla, Státní opery a baletního souboru do Státního divadla. Vedle profesionálních divadel působila v Litvě také různá amatérská divadla a soubory. Činnost divadel vytvářela příznivé podmínky pro národní drama. Důležitou roli v něm hrála historická témata. Psaly se také komedie a domácí hry. Rostl počet spisovatelů a básníků. Zvyšovala se jejich umělecká úroveň. Šířila se kvalitní překladová literatura. V roce 1922 byl založen Svaz litevských spisovatelů a novinářů. Vydával vlastní publikace, zabýval se vztahy s úřady, udržoval kontakty s organizacemi spisovatelů v jiných zemích a projednával tvůrčí problémy. Mezi klasiky litevské literatury patří Kazys Boruta, Bernardas Brazdžionis, Juozas Grušas, Kazys Inčiūra, Vincas Krėvė-Mickevičius, Ieva Simonaitytė a Kazys Binkis.
V Kaunasu se scházeli nejslavnější umělci té doby. Litevští umělci získávali zkušenosti a znalosti ve Varšavě, Mnichově, Paříži a dalších slavných uměleckých akademiích a školách v tehdejší Evropě. Projevil se talent A. Varnase, A. Žmuidzinavičiuse, P. Kalpokase, J. Vienožinskise, I. Šlapelise, V. Didžiokase, V. Kairiūkstise, sochařů P. Rimši, J. Zikarase, grafiků A. Brakase, P. Galaunė a mnoha dalších. Úspěšně se zapojili do obecného zázemí evropské kultury. Účastnili se výstav v zahraničí. V roce 1920 byla založena Společnost litevských umělců. Zabývala se ochranou kulturního dědictví, připravovala zákony na toto téma, pořádala besedy a propagovala umění.